# Pietro Serantoni
Pietro Serantoni (Velence, 1906. december 12. – Róma, 1964. október 6.) világbajnok olasz labdarúgó, fedezet, edző.

## Pályafutása

### Klubcsapatban
A Venezia csapatában kezdte a labdarúgást. 1928 és 1934 között az Ambrosiana együttesében szerepelt és tagja volt az 1929–30-as idényben bajnoki címet nyert csapatnak. A milánói csapatban 164 bajnoki mérkőzésen 58 gólt szerzett. 1934 és 1936 között a Juventus labdarúgója, ahol az első szezonban bajnokságot nyert az együttessel (1934–35). 1936 és 1940 között az AS Roma csapatában játszott. 1941–42-ben a Suzzara együttesénél játékosedző volt. 1942-ben fejezte be az aktív labdarúgást.

### A válogatottban
1933 és 1939 között 17 alkalommal szerepelt az olasz válogatottban. Tagja volt az 1938-as világbajnok csapatnak.

### Edzőként
1941–42-ben játékosedzőként kezdte edzői karrierjét a Suzzara csapatánál. A második világháború után, 1946 és 1949 között illetve 1950-ben a Padova edzője volt. 1950–51-ben az AS Roma szakmai munkáját irányította. 1952–53-ban a Romulea együttesénél tevékenykedett.

## Sikerei, díjai
Olaszország
- Világbajnokság
  - aranyérmes: 1938, Franciaország

 Ambrosiana
- Olasz bajnokság (Serie A)
  - bajnok: 1929–30

 Juventus
- Olasz bajnokság (Serie A)
  - bajnok: 1934–35